# Залізниця Санкт-Петербург — Варшава
Санкт-Петербург—Варшавська залізниця  — залізниця, побудована в Російській імперії у 1852-1862 рр. відповідно до імператорського указу від 15 лютого 1851 року. 
Протяжність — 1046 верст, з гілкою до кордону з Пруссією — 1225 верст (1280 км). 
Проведена через Гатчину — Лугу — Псков — Остров — Питалово — Резекне — Дінабург — Вільно — Ландварово — Гродно — Білосток.
Гілки: Ландварово — Ковно — Вержболово — (179 верст); Питалово — Сіта (63 версти).
Сучасні ділянки дороги належать до Жовтневої, Латвійської, Білоруської, Литовських та Польських залізниць.

## Історія залізниці

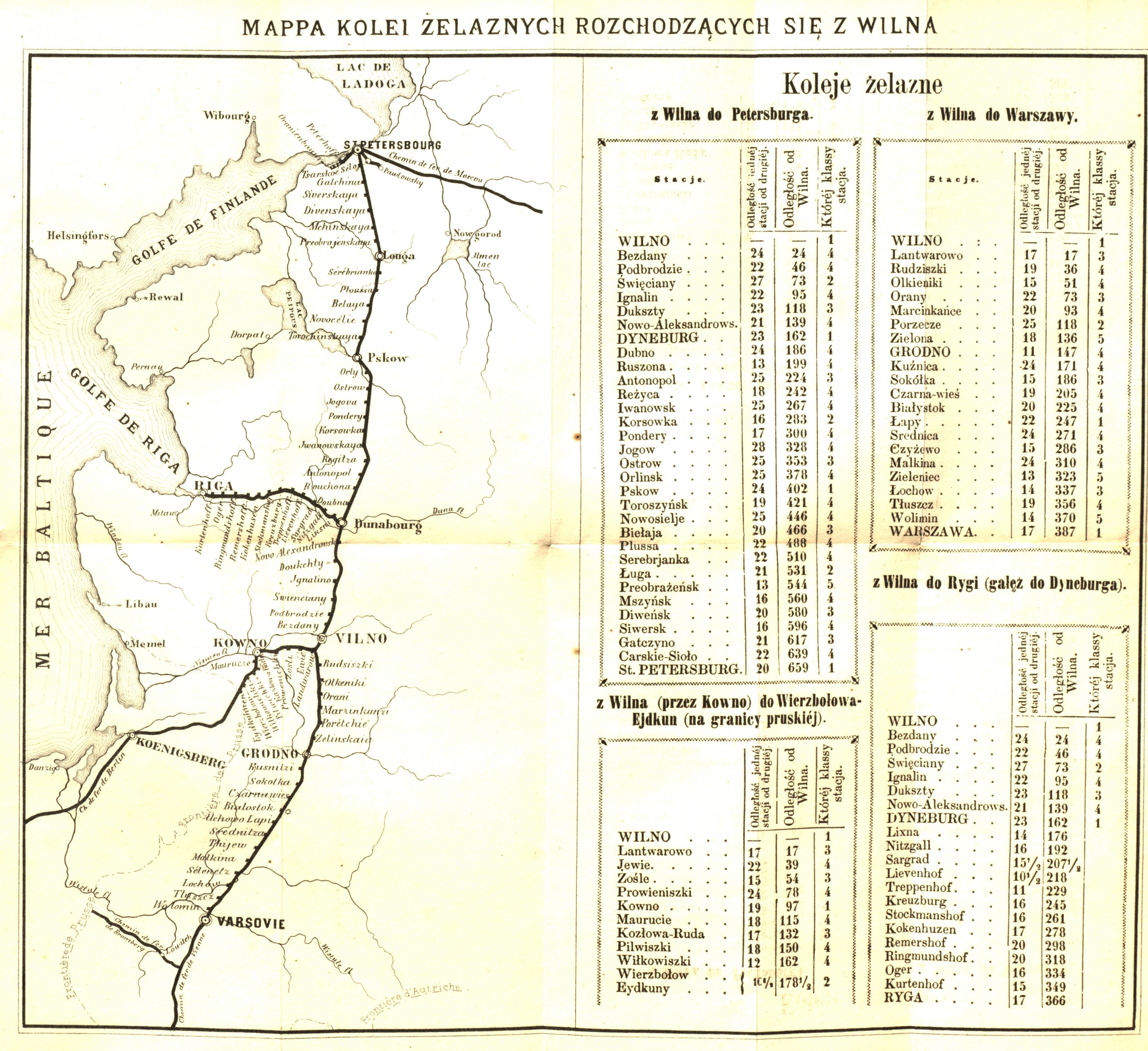
Схема залізниці з гілками

У постійну експлуатацію введена 15 грудня 1862 року.
- 23 листопада 1851 року підписаний указ імператора Миколи I про будівництво залізниці Санкт-Петербург — Варшава. На казенні гроші дорогу довели лише до Гатчини — Кримська війна виснажила державні кошти.
- Будівництво розпочали 1852 року під керівництвом інженера генерал-майора Е. І. Герстфельда.

Технічні параметри мало відрізнялися від Петербурго-Московської залізниці. Земляне полотно та штучні споруди зводилися під два шляхи, проте верхня будова — під один шлях. Граничний ухил приймався у 6 тисячних, мінімальний радіус кривих — 1065 м. Проєктний обсяг земляних робіт досягав 96 млн кубометрів або 76 тисяч кубометрів на 1 км шляху. Вся лінія була розбита на 8 відділень. Деякі ділянки будувалися одночасно.
- 1 (13) листопада 1853 року відкрився рух потягів на ділянці Санкт-Петербург — Гатчина (41 верста / 45 км)[2].
- 10 жовтня 1856 року Рада Міністрів ухвалила рішення про залучення іноземного капіталу.
- 26 січня 1857 року було засноване Головне товариство російських залізниць (основний капітал — французький). Новоутвореному Товариству були передані залізниця та будівельні роботи.

Залізниця вводилася в експлуатацію ділянками:
- 5 (17) грудня 1857 року відкритий пасажирський рух на ділянці Гатчина — Луга.
- 10 (22) лютого 1859 року – пасажирський рух на ділянці Луга — Псков (128 верст)[3].
- 26 січня 1860 року – пасажирський рух на ділянці Псков — Остров (56 верст).
- 8 листопада 1860 року – пасажирський рух на ділянці Остров — Дінабург (191 верста)[4].
- 11 квітня 1861 року – пасажирський рух на ділянці Ковно — Прусський кордон.
- 15 березня 1862 року – пасажирський рух на ділянці Дінабург — Ландварово (178 верст).
- 15 (27) грудня 1862 року з введенням в експлуатацію ділянки Ландварово — Варшава-Віленська відбулося офіційне відкриття наскрізного руху по всій лінії. Довжина залізниці склала 1046 верст, відгалуження до кордону з Пруссією — 179 верст.

Будівничим Петербурго-Варшавської залізниці був генерал-лейтенант Бобринський В. О.
- З 1 січня 1894 року залізниця була викуплена Державною казною.
- У 1895 році відкрили для руху стратегічну гілку Орани — Оліта.
- У 1906 році залізниця стала двоколійною.
- 1 січня 1907 року Петербурго-Варшавська залізниця, поряд з Балтійською та Псково-Ризькою, увійшла до складу Північно-Західних залізниць. Залізниця складалася з «головного ходу» Санкт-Петербург — Варшава, гілки до кордону зі Східною Прусією, і трьох другорядних малодіяльних гілок протяжністю 1426 верст (з них 1208 верст — магістральних; 218 верст — другорядних).

## Станції залізниціСанкт-Петербург—Варшава

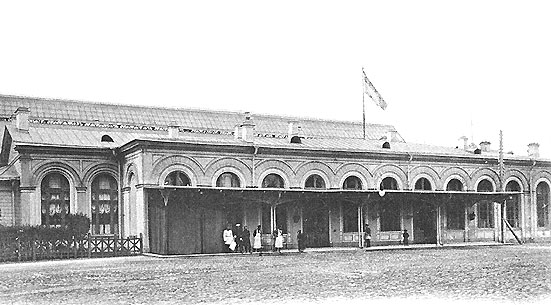
Гатчина
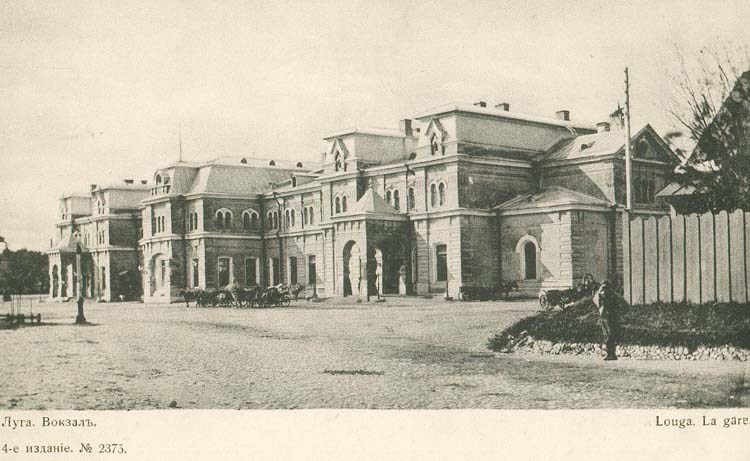
Луга
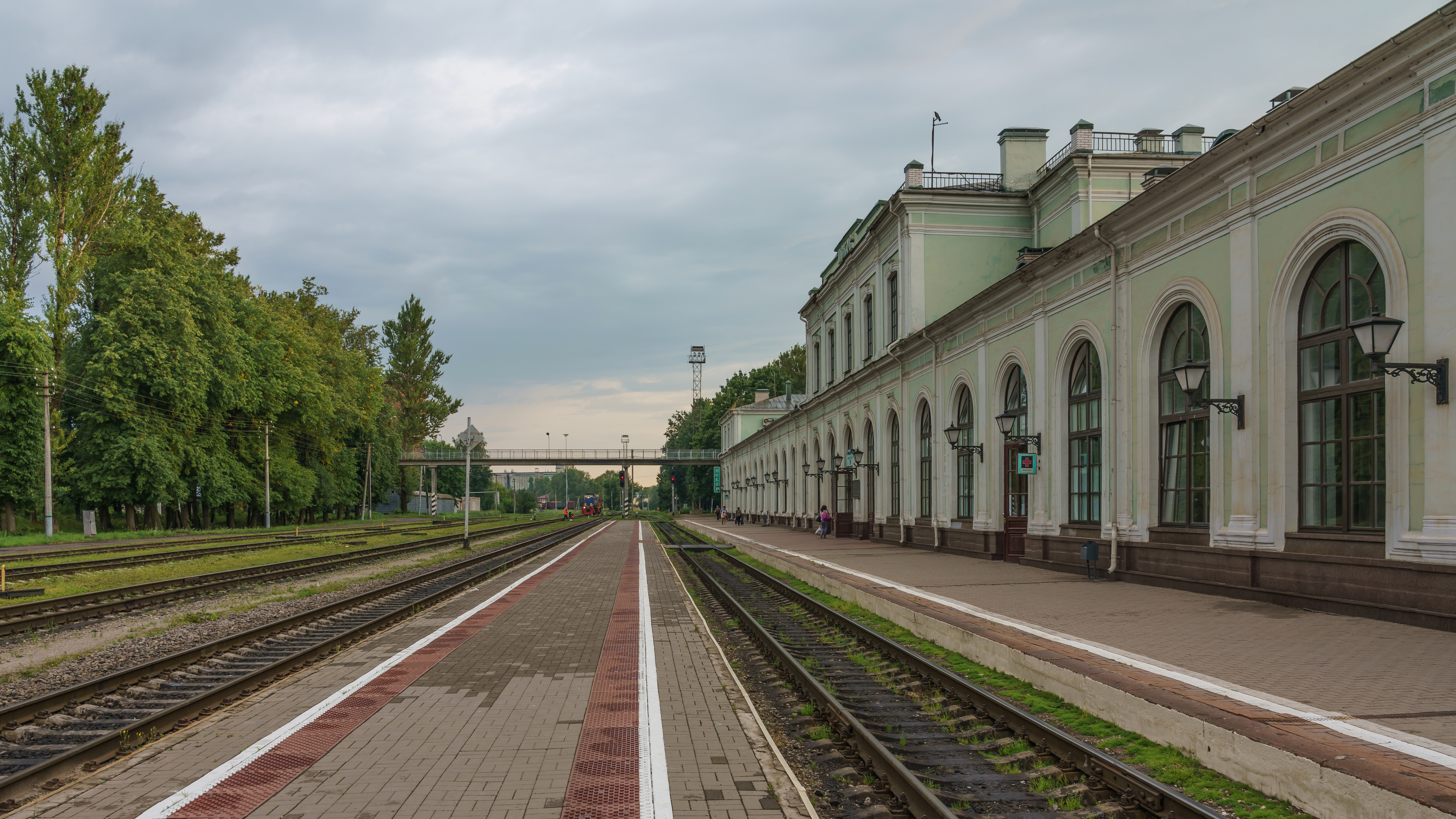
Псков, 2018
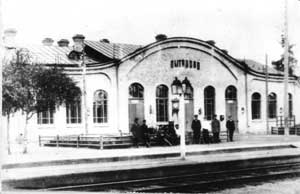
Питалово
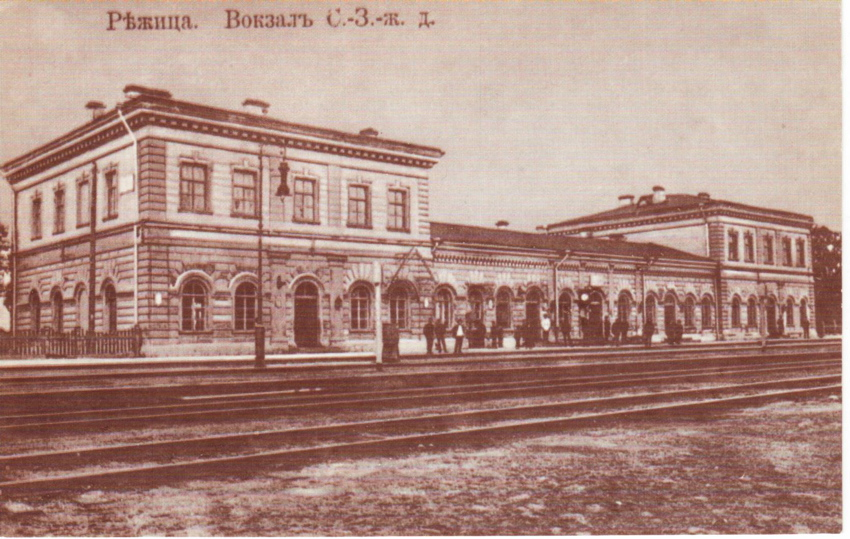
Рєжиця

### Санкт-Петербург— Варшава (1046 верст)
| Роздільна станція | Верста | Рік вводу | Клас | Примітки |
| ----------------- | ------ | --------- | ---- | --- |

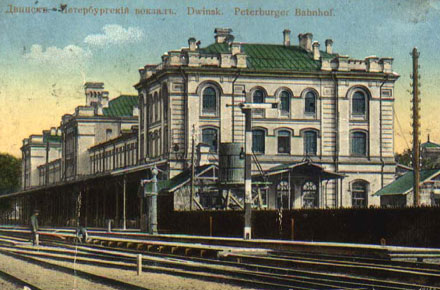
Дінабург

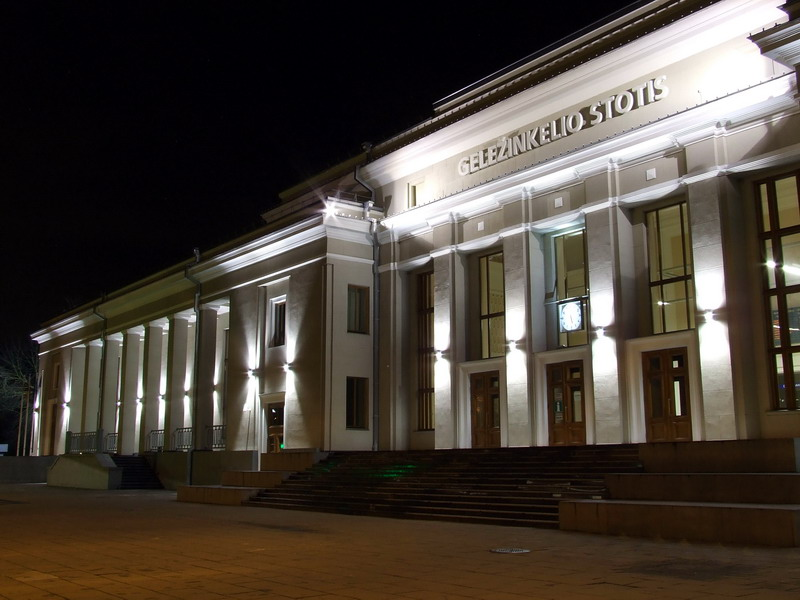
Вокзал ст. Каунас, 2009

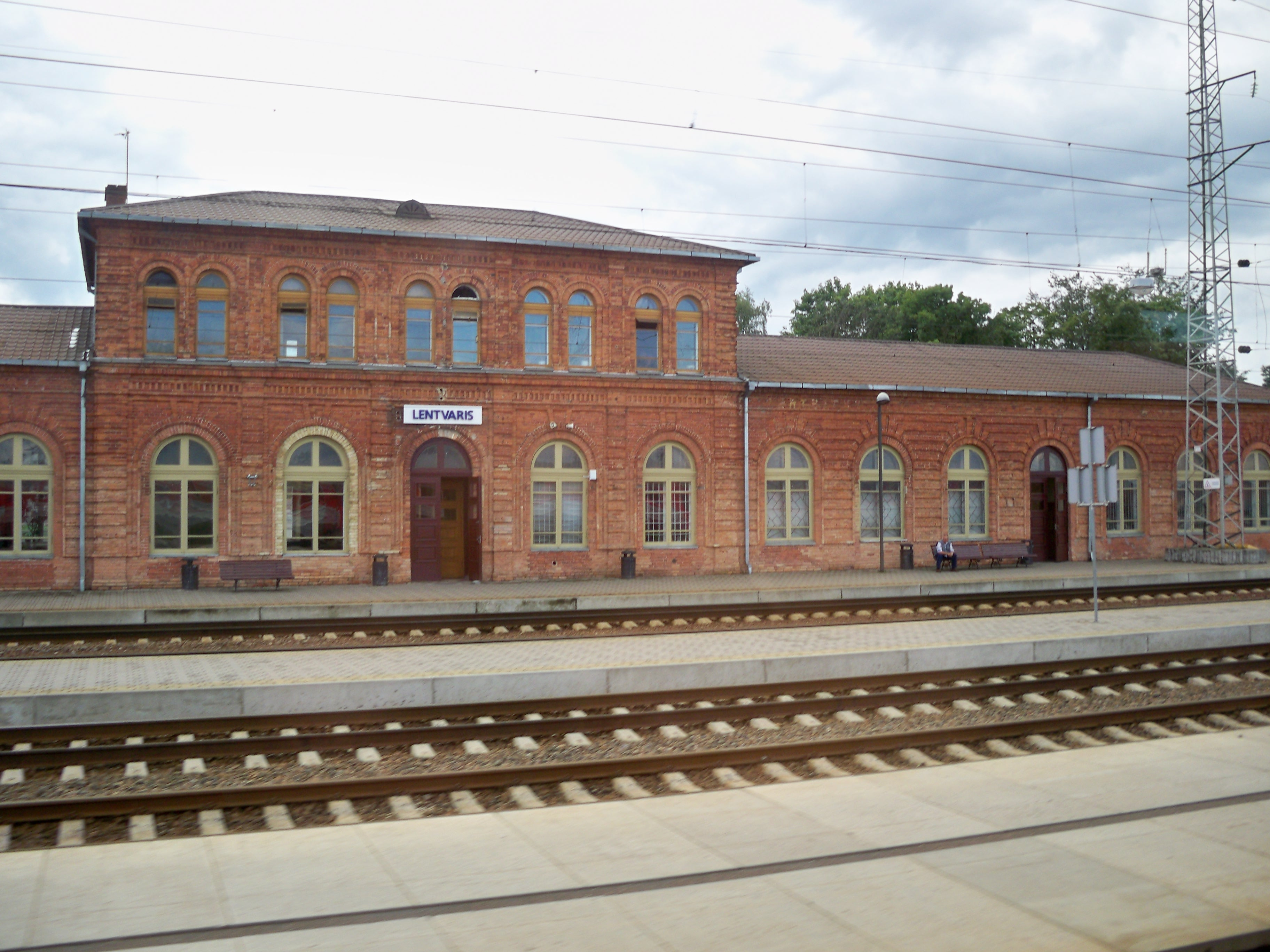
Вокзал ст. Лентваріс, 2010

| Санкт-Петербург   | 1      | 1853      | в/к  | Варшавський вокзал. Паровозне депо (Локомотивне депо Ленінград-Варшавський, Санкт-Петербург-Варшавський (ТЧ-14 жовтня). Вагонне депо (ВЧД-10). Товарна станція. Музей Жовтневої залізниці. Сполучні гілки: з петербурзькою станцією Миколаївській залізниці; з петербурзькою станцією Петергоф (пізніше — Балтійської залізниці) (Балтійський вокзал), Квітковим та Корпусним постами (розібрана). Правління дороги.                                     |
| Олександрівська   | 21     | 1853      | III  | У 1895 р. від станції прокладена окрема гілка, котра підходила до Імператорського павільйону на околиці Олександрівського парку Царського Села. |
| Гатчина           | 42     | 1853      | II   | Гатчина. Вузлова станція з 1870 р.: з'єднання з Балтійською залізницею |
| Суйда             | 51     |           | н/д  | На 57-й версті перегону Суйда — Сіверська розташовувалася пл. Карташевського. |
| Сіверська         | 63     |           | н/д  | Буфет. На 71-й версті перегону Сіверська — Дівенська розташовувалася пл. Строганова. |
| Дівенська         | 80     |           | н/д  | Буфет. |
| Мшинська          | 99     |           | н/д  | |
| Преображенська    | 116    |           | н/д  | З 1919 р. — Толмачево |
| Луга              | 129    | 1857      | II   | Вузлова станція з 1916 р.: лінія Луга I — Луга II — Батецька — Новгород. Паровозне депо. Буфет. На 142-й версті перегону Луга — Сєрєбрянка розташовувалася пл. Фан-дер-Фліт. |
| Сєрєбрянка        | 150    | 1859      | н/д  | |
| Плюсса            | 171    | 1859      | н/д  | |
| Біла, Струги Біла | 193    | 1859      | н/д  | c 1905 р. — Струги Білі, нині — Струги Червоні. Буфет. На 202-й версті перегону Біла — Новосілля розташовувалася пл. Козловського, пл. Броневського (Володимирський Табір), пл. Гінце. |
| Новосєльє         | 213    | 1859      | н/д  | |
| Торошино          | 238    | 1859      | н/д  | |
| Псков             | 257    | 1859      | I    | Вузлова станція з 1889 р .: Псково-Ризька залізниця, Бологоє-Псковська залізниця, Псков — Берізки — Ідріци — Полоцьк, Псков — Гдов — Нарва. Паровозне депо (локомотивне депо Псков (ТЧ-17 жовтня). Вагонне депо Псков (ВЧД-12). Псковське відділення Жовтневої залізниці (скасоване з 1 липня 1996 р.). Залізничний музей (вул. Вокзальна, вул. Будівельна, 38). На 262-й версті перегону Псков — Черська розташовувалась пл. Вікінгейзера (пл. Череха). |
| Черська           | 281    | 1860      | н/д  | |
| Остров            | 306    | 1860      | н/д  | Буфет. |
| Федосіно          | 316    |           | н/д  | з 1904 р. — Брянчаниново |
| Жогово            | 331    | 1860      | н/д  | з 1921 р. — Рітупе |
| Питалово          | 345    | 1860      | III  | Яунлатгале, Абрене. Вузлова станція з 1902 р.: «Питаловська гілка» СПб-Варшавської залізниці: лінія Питалово — Жигури — Сита. Не діє з середини 1990-х рр. |
| Пондери           | 359    | 1860      | н/д  | нині — Пундури |
| Корсовка          | 376    | 1860      | н/д  | нині — Карсава. Буфет. |
| Івановка          | 392    | 1860      | н/д  | нині — Межвіди |
| Резекне           | 417    | 1860      | н/д  | нині — Резекне. Вузлова станція з 1901 р.: Московсько-Виндаво-Рибинська залізниця. Буфет. |
| Антонополь        | 435    | 1860      | н/д  | з 1926 р. — Малта |
| Рушони            | 460    | 1860      | н/д  | нині — Аглона |
| Вишки             | 473    | 1860      | н/д  | Дубно, нині — Вишки |
| Дінабург, Двінськ | 497    | 1860      | I    | з 1893 р. — Двінськ, з 1920 р. — Даугавпілс. Вузлова станція з 1861 р.: Риго-Дінабургська залізниця, Дінабурго-Вітебська залізниця, які пізніше ввійшли в Риго-Орловську залізницю. Локомотивне депо Даугавпілс. Локомотиворемонтний завод. Двінськ-Товарна станція. Музей Даугавпілського відділення Прибалтійської залізниці (не існує). Буфет. |
| Калкуни           | 502    | 1862      | III  | нині — Грива. Вузлова станція з 1873 р.: з'єднання з Лібавською залізницею (з 1876 р. — Лібаво-Роменською залізницею) Буфет. |
| Турмонт           | 520    | 1862      | н/д  | нині — Турмантас |
| Дукшти            | 540    | 1862      | н/д  | нині — Дукштас. Буфет. |
| Ігналіно          | 563    | 1862      | н/д  | нині — Ігналіна |
| Свенцяни          | 585    | 1862      | III  | нині — Швенченеляй. З 1895 р. — вузлова: з'єднуюча гілка Паневеж — Свенцяни — Березвеч. Буфет. |
| Подбродзе         | 610    | 1862      | н/д  | нині — Пабраде. Вузлова з 1916 р. : гілка Пабраде — Лінтупи, пізніше подовжена до Крулевщізни. У 2003 р. від станції Пабраде до ст. Лінтупи розібрана. |
| Бездани           | 634    | 1862      | н/д  | нині — Бездоніс |
| Вілєйка           | 649    | 1862      | II   | Вілейська, Вілейськ, Ново-Вілейськ, нині — Науйойі-Вільня. З 1873 р. — вузлова: з'єднання з Ландварово-Роменською залізницею. Буфет. |
| Вільно            | 658    | 1862      | I    | Вільно; з 1939 р. — Вільнюс. Вузлова станція з 1884 р.: Поліські залізниці: лінія на Ліду — Барановичі. Вільна-Товарна. Буфет. |
| Ландварово        | 675    | 1862      | н/д  | нині — Лентваріс. Вузлова станція з 1862 р.: лінія на Ковно — Вержболово — кордон з Пруссією (протяжністю 178 верст). Буфет. |
| Рудзфішкі         | 693    | 1862      | н/д  | нині — Рудішкес |
| Олькенікі         | 712    | 1862      | н/д  | нині — Валькінінкай |
| Орани             | 732    | 1862      | III  | нині — Варена. Вузлова станція з 1895 р.: стратегічна гілка Орани — Оліта. Буфет. |
| Марцинканци       | 752    | 1862      | III  | нині — Марцинконіс |
| Поріччя           | 775    | 1862      | н/д  | Вузлова станція з 1934 р.: гілка Поріччя — Друскінінкай. Нині — ділянка Поріччя — з. п. Учитель, на литовській території разібрана. Деякий час називалась станцією Друзгеники. Буфет. |
| Гродно            | 804    | 1862      | н/д  | Вузлова станція з 1907 р.: Поліські залізниці: лінія Гродно — Мости. Буфет. |
| Кузніца           | 829    | 1862      | н/д  | |
| Соколка           | 844    | 1862      | н/д  | нині — Сокулка. Буфет. |
| Чорна-Вєсь        | 862    |           | н/д  | нині — Чарна-Білостоцька |
| Бєлосток          | 882    | 1862      | II   | Вузлова станція з 1872 р.: Бресто-Граєвська залізниця (з 1880 р. — Південно-Західні залізниці, Білосток — Граєво — кордон з Пруссією); Поліські залізниці (Білосток — Барановичі) Буфет. |
| Лапи              | 904    | 1862      | н/д  | З 1893 р. — вузлова: з'єднаня з Привіслінськими залізницями. Буфет. |
| Щепетово          | 929    | 1860      | н/д  | нині — Шепетово |
| Чижов             | 944    | 1860      | н/д  | нині — Чижев |
| Малкін            | 967    | 1862      | н/д  | Вузлова станція з 1887 р.: Седлець-Малкінська залізниця (Привісленська залізниця): лінія Малкін — Седлець. Буфет. |
| Зеленець          | 980    |           | н/д  | нині — Зельонка |
| Лохов             | 994    | 1860      | н/д  | Буфет. |
| Тлущ              | 1013   | 1860      | н/д  | Вузлова станція |
| Воломін           | 1028   |           | н/д  | |
| Варшава           | 1046   | 1862      | в/к  | Станція розташована на Празі на правому берегу Вісли. Петербурзький (Петроградський) вокзал. При відступу росіян у серпні 1915 року був підрваний та вигорівший при наступній пожежі. Товарна станція. Вузлова станція: з'єднуючі гілки з Варшаво-Віденською, Варшавсько-Тереспольською та Привісленськими залізницями. Нині — ст. Варшава-Віленська. Віленський вокзал. Варшавский залізничний вузол. Зміна колії.                                      |

### Гілка  Ландварово—Вержболово— Ейдкунен (Східно-Прусська залізниця) 162 версти

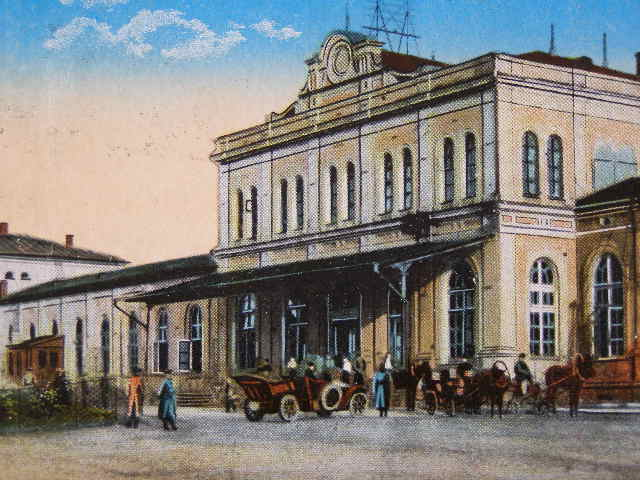
Вільно, 1915

| Роздільна станція | Верста    | Рік вводу | Клас                                                | Примітки |
| ----------------- | --------- | --------- | --------------------------------------------------- | --- |
| Ландварово        | 0/673     | 1861      | II                                                  | С 1862 г. — узловая                                                                                               |
| Єв'є              | 1861      | IV        | Вевіс. Деякий час наприкінці XIX ст. Анастасьєвска. | |
| Жосли             | 1861      | IV        | Жасляй                                              | |
| Кошедари          | 46 / 719  | 1871      | IV                                                  | Етканы. Кайшядорис. З 1871 р. — вузлова: примикання Лібавської залізниці (з 1876 р. — Лібаво-Роменська залізниця) |
| Провенішкі        | 1861      | IV        | нині — Правенішкес                                  | |
| Ковно             | 80 / 755  | 1861      | I                                                   | Гілка на станцію Ковно-Фортецю.                                                                                   |
| Мавруци           | 1861      | IV        | нині — Мауручяй                                     | |
| Казлу-Руда        | 115       | 1861      | IV                                                  | нині — Казлу-Руда. Вузлова з 1922 р.: лінія Казлу-Руда — Шяштокай.                                                |
| Пільвішкі         | 1861      | IV        | нині — Пильвишкяй                                   | |
| Вільковишки       | 1861      | IV        | Вилкавишкис                                         | |
| Вержболово        | 161 / 835 | 1861      | в/к                                                 | нині — Кібартай. Прикордонна станція Російської імперії (кордон по р. Лепона). Митниця                            |
| Ейдкунен          | 162       | 1861      | н/д                                                 | Прикордонна станція Пруссії, Східно-Прусська залізниця                                                            |

### Гілка Орант— Оліта— Сувалки— Гродно (Лососна) (воєнно-стратегічна). 231 верста

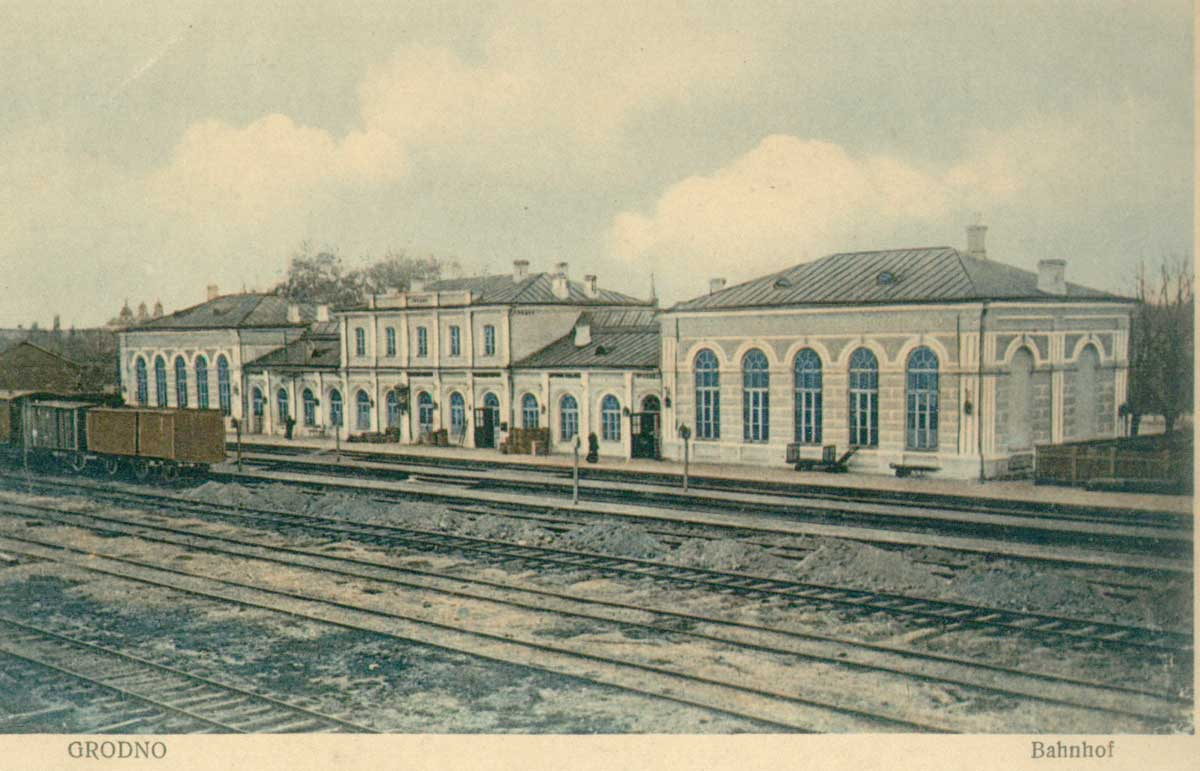

| роздільна станція | верста | рік введення | клас | примітки |
| ----------------- | ------ | ------------ | ---- | --- |
| Орани             | 0      | 1862         | III  | з 1895 р. — вузлова: бокова гілка Орани — Оліта — Сувалки — Гродно (Лососна) . Нині — Варена. Від Варени до Алітуса розібрана, від Камінної Нової до Лососни розібрана. |
| Артилерійська     | 9      | 1895         | н/д  | з 1918 р. Артилерія |
| Дауги             | 21     | 1895         | н/д  | з 1918 р. Даугай |
| Патаранци         | 36     | 1895         | н/д  | з 1918 р. — Потероніс |
| Оліта             | 44     | 1899         | н/д  | з 1918 р. Алітус, з 1984 р. Алітус-II |
| Сімно             | 68     | 1899         | н/д  | з 1918 р. Сімнас, нині — Мергалаукіс |
| Шестаков          | 86     | 1899         | н/д  | з 1922 р. — вузлова: лінія Шяштокай — Казлу-Руда. Нині — Шяштокай |
| Пунск             | 109    | 1899         | н/д  | нині — Тракишки |
| Сувалки           | 133    | 1899         | н/д  | з 1915 р. — вузлова: лінія Сувалки — Олецко |
| Августов          | 163    | 1899         | н/д  | |
| Ново Кам'яна      | 187    | 1899         | н/д  | Нині Камінна Нова |
| Бєляни            | 210    | 1899         | н/д  | |
| Лососна           |        | 1899         | н/д  | На роз'їзді Лососна гілка примикала до Петербурго — Варшавської лінії                                                                                                   |

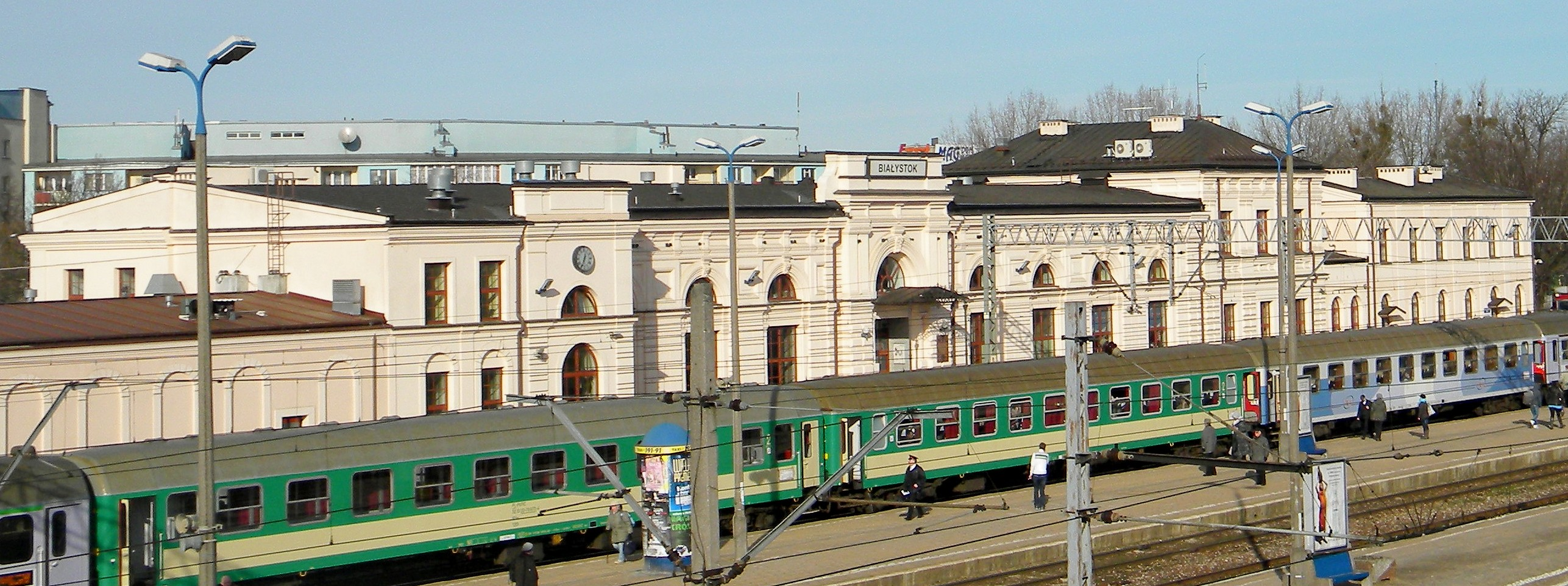
Білосток
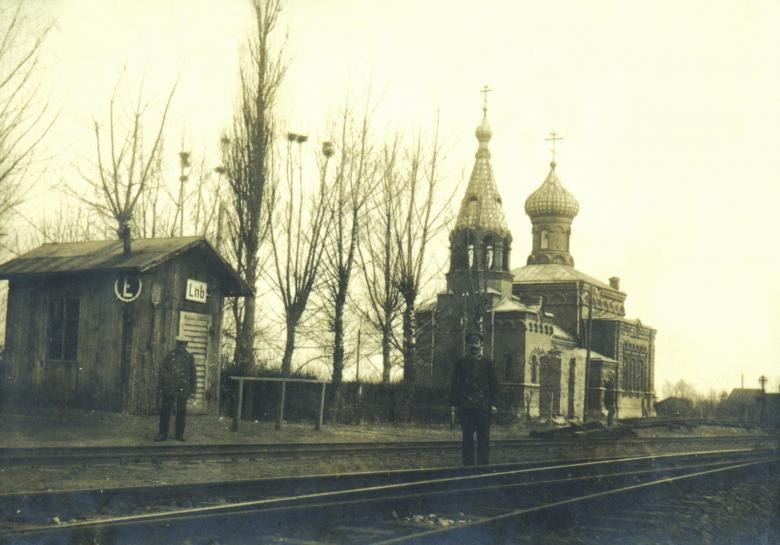
Лапи. Церква Св. Миколая, 1916
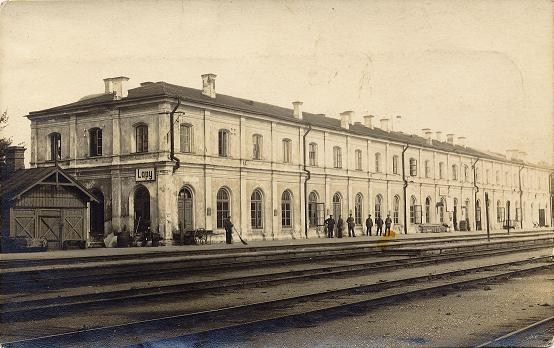
Лапи, 1939
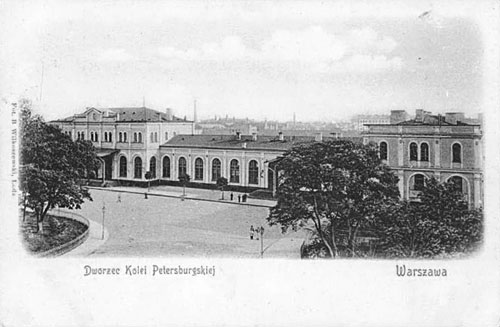
Варшава. Петербурзький вокзал

### Гілка Свенцяни— Березвеч (станом на 1906р.— тупикова). 119 верст
| Роздільна станція | Верста | Рік введення | Клас | Примітки                                                                               |
| ----------------- | ------ | ------------ | ---- | -------------------------------------------------------------------------------------- |
| Свенцяни          | 0      | 1862         | III  | з 1895 р. — вузлова, бокова гілка Свенцяни — Березвеч Новосвенцяни, нині — Швенченеляй |
| Швянченіс         | 13     | 1895         | н/д  | Свенцяни                                                                               |
| Постави           | 66     | 1895         | н/д  |                                                                                        |
| Березвеч          | 119    | 1895         | н/д  |                                                                                        |

### Гілка Питалово— Сіта (станом на 1906р.— тупікова). 63 версти
| роздільна станція | верста          | рік введення | клас | примітки                                                              |
| ----------------- | --------------- | ------------ | ---- | --------------------------------------------------------------------- |
| Питалово          | 0               | 1860         | III  | Яунлатгале, Абрене. з 1902 р. — вузлова: бокова гілка Питалово — Сита |
| Марачево          | 8-я от Пыталово | 1902         | н/д  |                                                                       |
| Марієнгаузен      | 19              | 1902         | н/д  |                                                                       |
| Купрова           | 38              | 1902         | н/д  | нині — Куправа                                                        |
| Боловськ          | 58              | 1902         | н/д  | нині — Балви                                                          |
| Сіта              | 63              | 1902         | н/д  |                                                                       |

## Інженерні споруди

### Мости
- Міст через р. Іжора (на 37-й версті).
- Міст через р. Ящеру
- Міст через р. Луга у ст. Преображенська. 1853–1857 рр. Перший в Росії металевий залізничний міст. Проект створений у 1852 році інженером Кербедзом С. В. Будувався під керівництвом інженера Стебницького І. І., Рерберга І. Ф. двопрогінний, з їздою поверху, довжиною по 55,3 м кожен. Нерозрізні ферми гратчастого типу з паралельними поясами і часто розташованими перехресними розкосами — на той час найбільш досконала мостова конструкція в Європі. Прогонові будови були виготовлені з вітчизняного заліза. Зруйнований у 1941 році
- Міст через р. Пскова (на 245-й версті).
- Міст через р. Череха.
- Міст через р. Многа (на 263-й версті).
- Міст через р. Велика поблизу Острова (на 306-й версті), інженер — Е. Колліньйон. Однопрогоновий, довжиною 88 м.
- Міст через р. Утроя
- Міст через р. Західна Двіна поблизу  Двінської фортеці (на 499-й версті). 1858–1862 рр. Трёхпролётный, с ездой понизу.
- Міст через р. Няріс (на 621-й версті)
- Міст через р. Вілейка (на 650-й версті)
- Міст через р. Німан поблизу Ковно (на 755-й версті). инженер Сезанн[12].
- Міст через р. Німан поблизу Гродно (на 807-й версті). Підірваний у вересні 1915 року при відступі російської армії. Відновлений поляками у 1934 році
- Міст через р. Лососна (на 827-й версті).
- Міст через р. Нарев поблизу Лап.
- Міст через р. Західний Буг поблизу Малкіна (на 970-й версті).
- Міст через р. Вісла у Варшаві. Олександрівський міст. Як залізничний не використовувався. Побудований у 1858–1864 рр. за проектом інженера Кербедза С. В. Шість прольотів довжиною по 74,7 м.

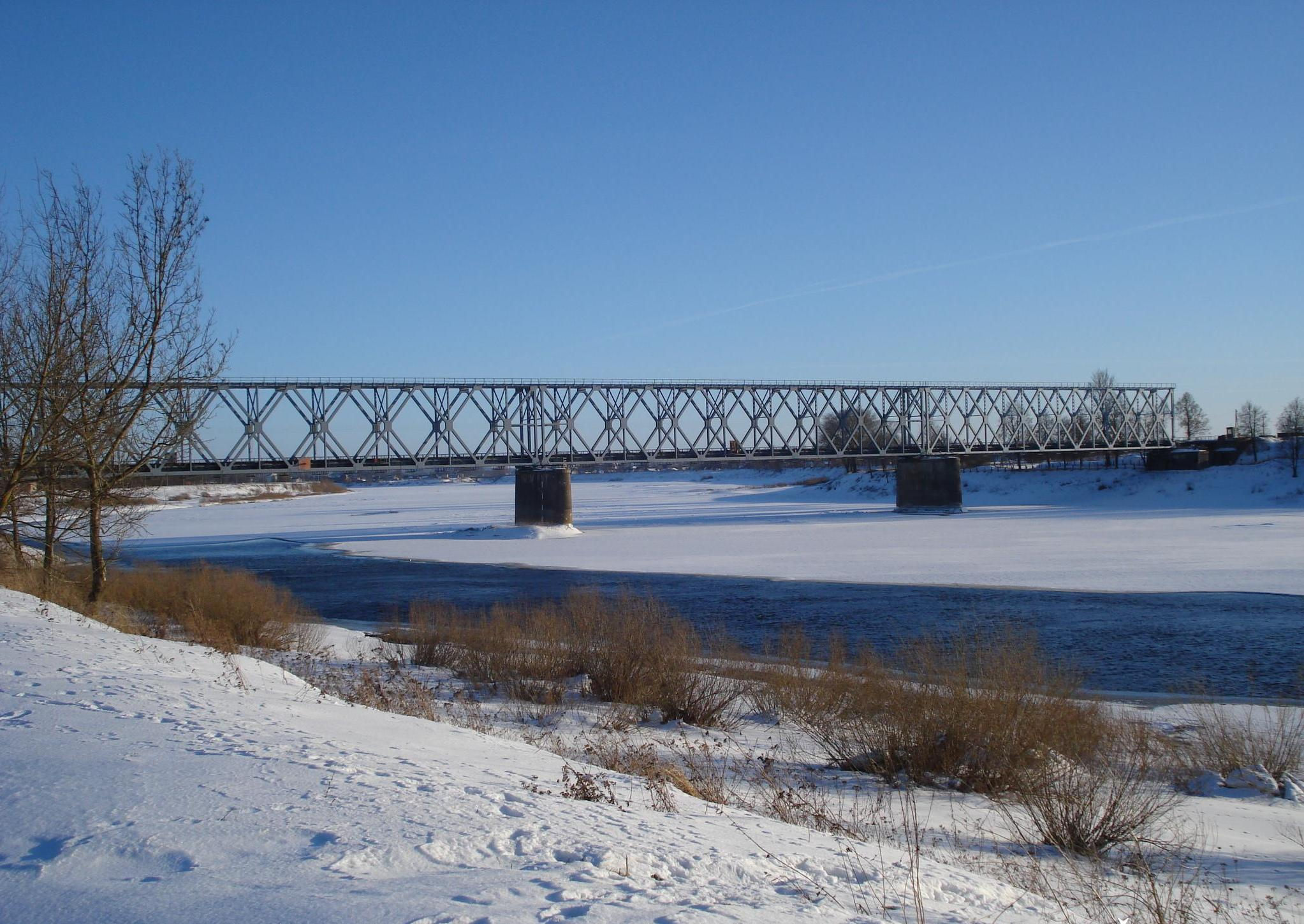
Міст в Даугавпілсі. Березнь 2010 р.
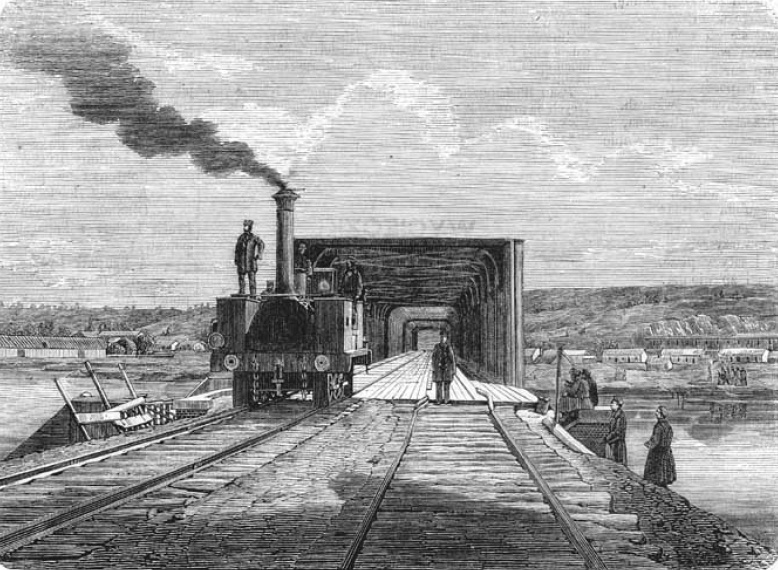
Міст через Німан в Ковно
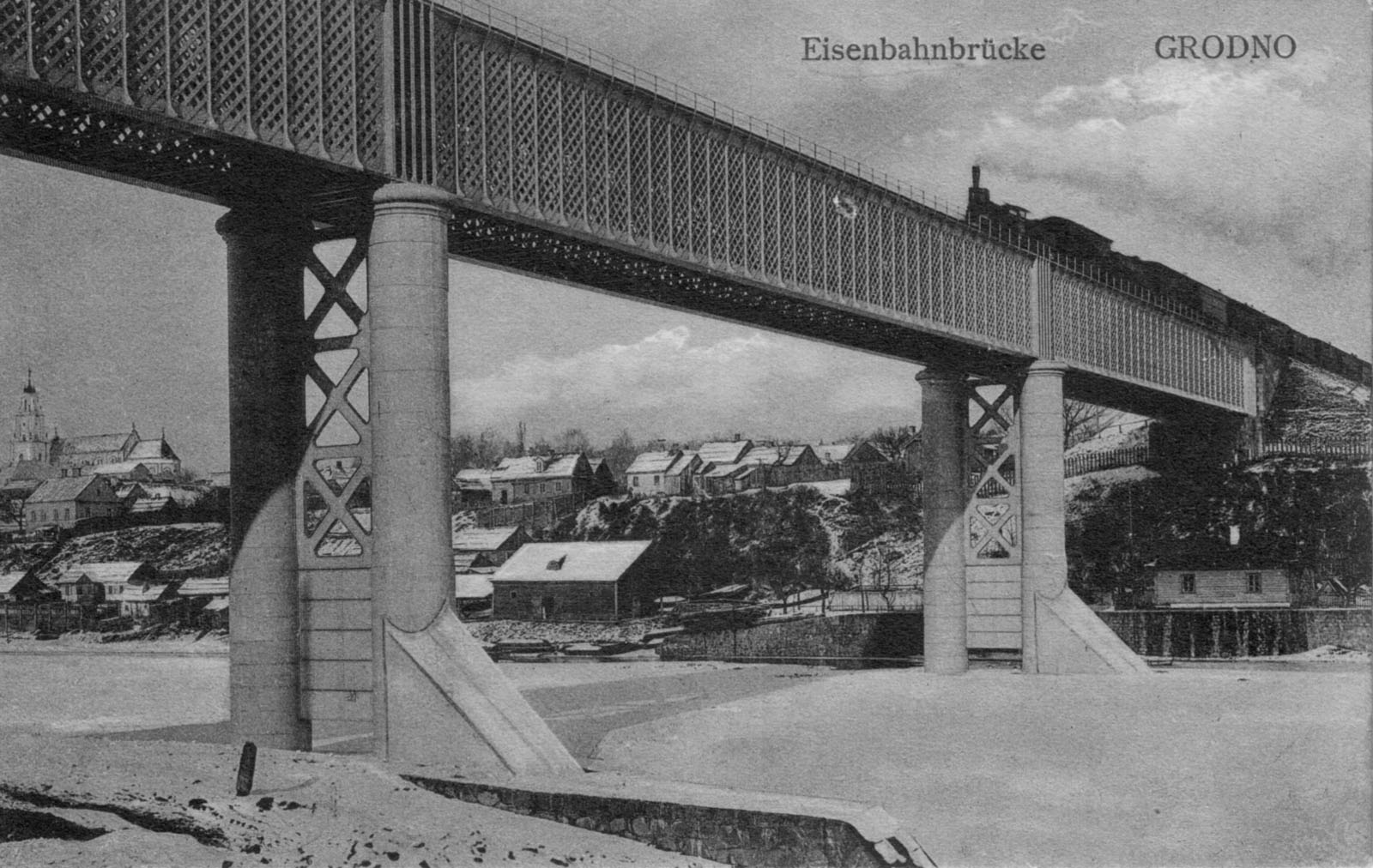
Міст в Гродно. Дореволюційне фото
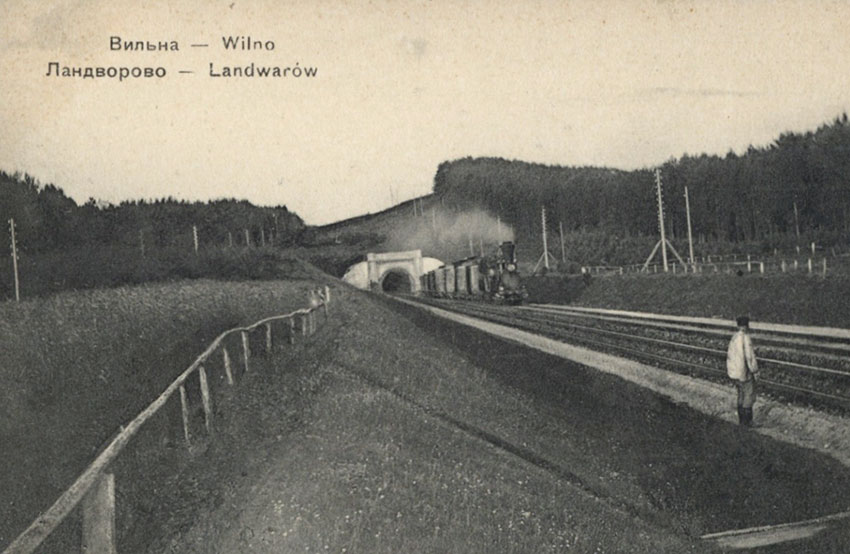
Панарський тунель під Вільно — Ландварово
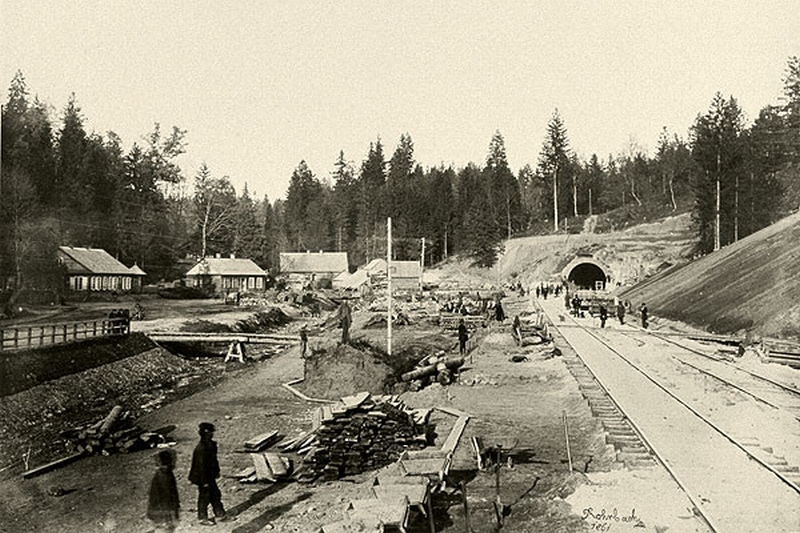
Будівництво Ковенського тунеля

### Тунелі
- Тунель (Паняряйський) поблизу Вільно (довжиною 430 м). 1862 р.[13]

Не діє з 1950-х рр.
- Тунель у Ковно (довжиною 1284 м). 1862 р.[14]

Капітальний ремонт відбувся у 2009 році. Тунелю присвячена поштова марка Литви, випущена у 2005 році
Зазначені залізничні тунелі були першими в Російській імперії.
Їхнім будівництвом керував інженер-підполковник Перрот Г. Ф.

### Дамби
- Бузька. Розташова на 971–976 верстах на річці Західний Буг.

## Підрозділи та установи залізниці
- Ощадна каса службовців.
- Ощадно-допоміжна каса службовців.
- Товариство споживачів при залізниці (засноване у 1891 році)
- Товариство взаємної допомоги службовців.
- Бібліотека службовців (відкрита у грудні 1905 року)
- Церква Св. Миколая Чудотворця в Лапах (закладена у 1903 році, освячена у 1906 році)
- Літографія
- Училища: Псковське (2-х класне; відкрите у 1903 році), Лапське (2-х класне; відкрите у 1868 році)
- Служба тракції.
- Телеграф.
- Юристконсульська частина
- Пожежна частина
- Лікарська частина

## Рухомий склад

### Локомотиви
- Серії Г. Тип 0-3-0[16]. Товарні.

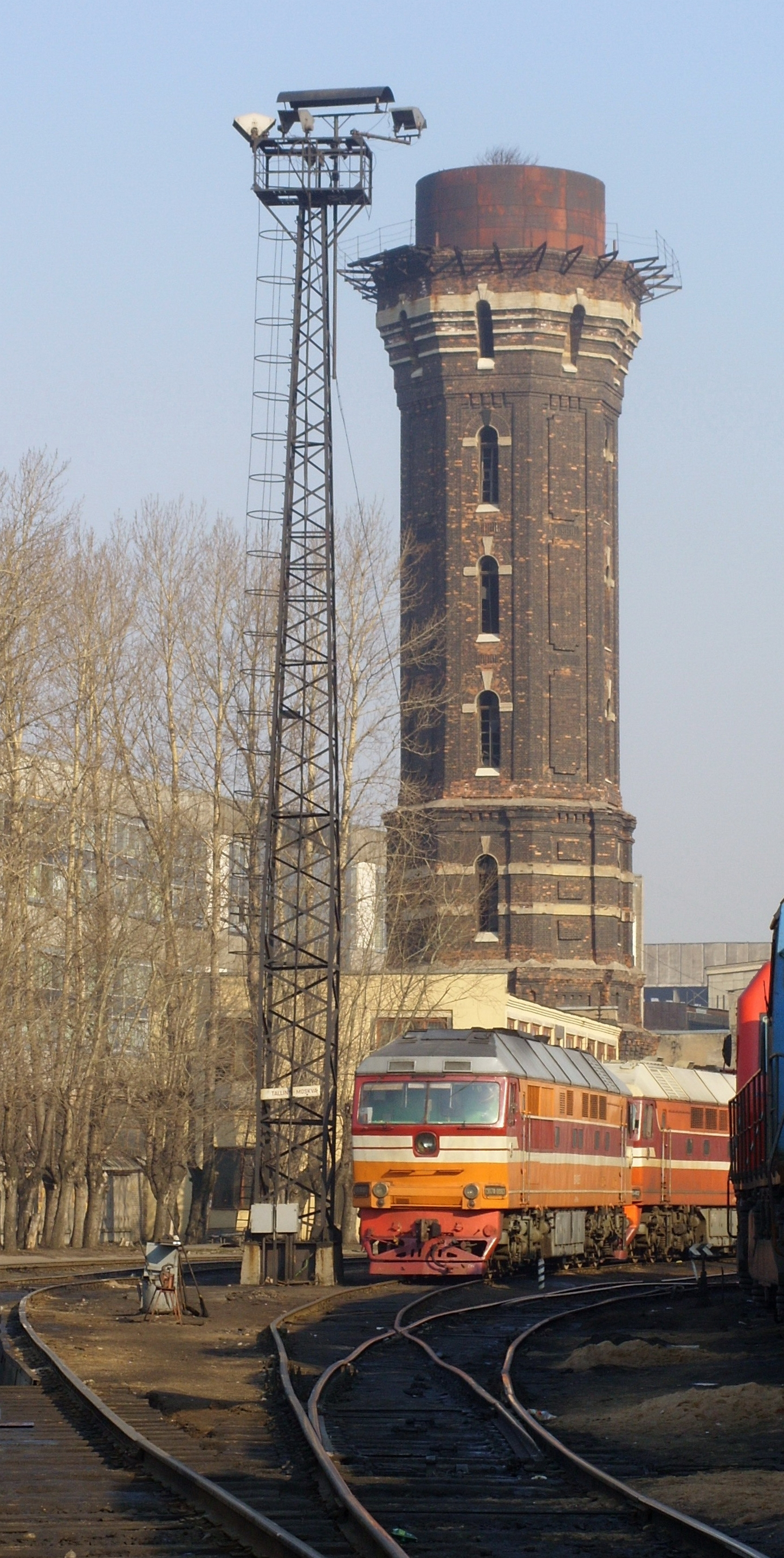
ТЧ-14 Жовтн. квітень 2008

Заводи-виробники: «Шарп-Стюарт» (Манчестер, 1857 р. № 1—14; 1870 р. № 161-170), «Гуен» (Париж, 1860 р. № 31—40), «Зігль» (Відень, 1862 р. № 101-108; 1863 р. № 109, 110), «Сен-П'єр» (Бельгія), «Кітсон» (Дарлінгтон, 1871 р.), Ганноверське товариство (1871 р.), майстерні Петербурго-Варшавської залізниці (1873 р. № 231, 232).
- Серії Ф. Тип 1-2-0. Товаро-пасажирські.

Збудовані на заводі Р. Стефенсона (Ньюкасл-апон-Тайн) у 1860 р. № 3—6.
- Серії А. Типи: 2-1-0 та 1-2-1. Пасажирські.
  - Тип 1-2-1. Збудовані на заводі «Кайль» у 1861 р. (№ 1—4).
  - Тип 2-1-0. Побудовані на заводі Шнейдера у 1861 р. (№ 5, 6) і в дорожніх майстернях (1869–1870 рр., № 7, 8).
- Серії Б. Тип 1-2-0. Товаро-пасажирські.

Будувались заводами: «Шарп-Стюарт» (1857 г. № 1—26), «Борзіг» (Берлін, 1862 р. № 71—130; 1876 р. № 137-148), «Кульє» (Шарлеруа, 1863 р. № 64—70), завод у Ліндені (під Ганновером, 1875 р. № 131-136).
- Серії Д. Танк-паровози. Маневрові.

Будувались заводами: Леонарда (1862 р. № 1—12; 1871 р. № 16—22), «Гуен» (1871 р. № 23—25).
- Серії К.
- СО

## Майстерні— Депо
- Санкт-Петербурзькі майстерні
- Двінські майстерні. Засновані у 1866 році
- Віленські майстерні
- Паровозне депо Луга
- Паровозне депо Псков
- Паровозне депо Вільно
- Паровозне депо Козлова-Руда

## Історичні події

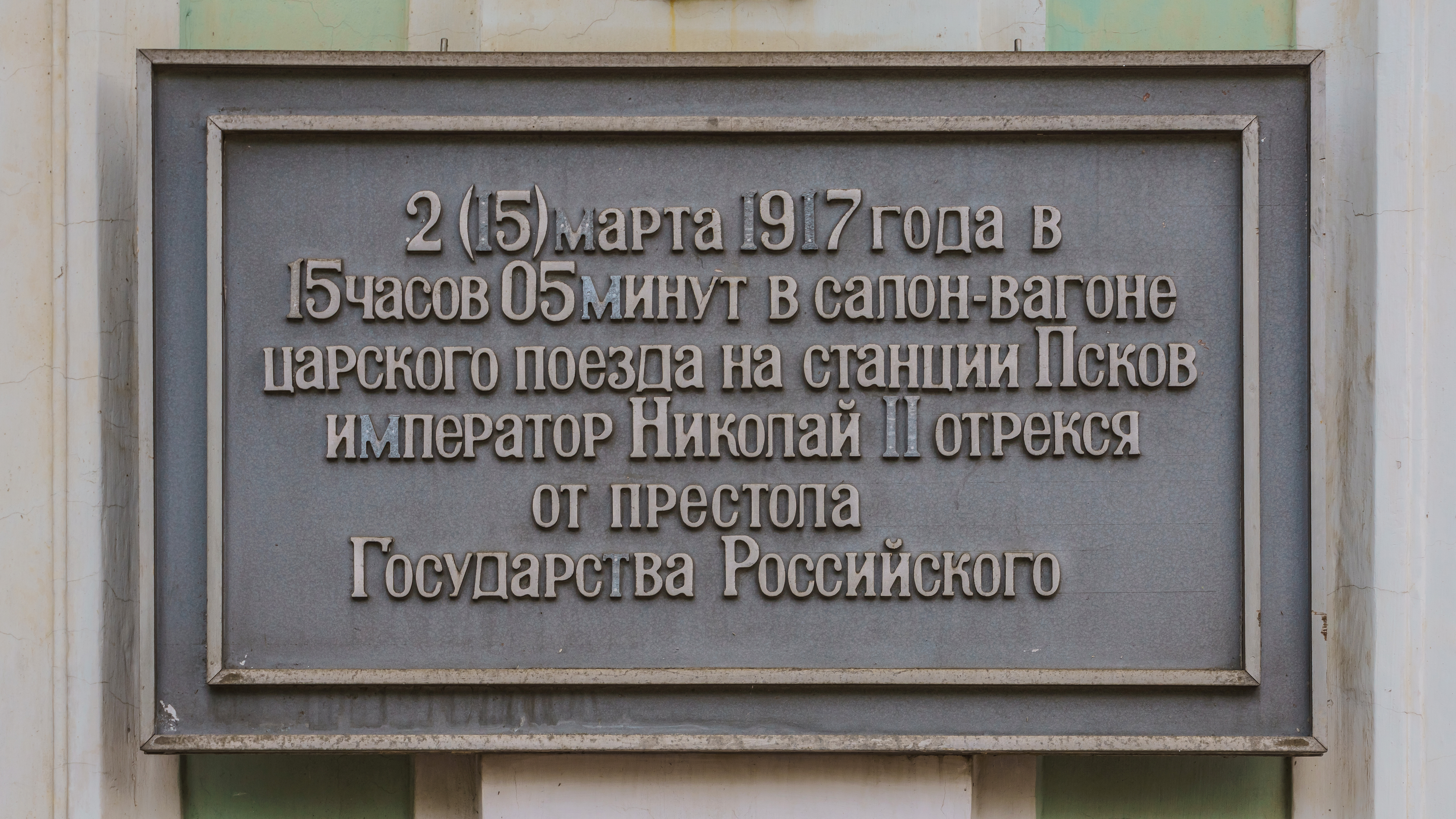
Пам'ятна дошка на будівлі вокзала ст. Псков-Пасажирський. Фото 2018 р.

- 2 (15) березня 1917 року останній російський імператор Микола II в царському потязі, затриманому на станції Псков, підписав маніфест про зречення від престола.
- 25 лютого  1918 року у ст. Торошино був зупинений наступ німецьких військ.
- 18 січня 1944 року 1-й, 4-й та 5-й загони 7-ї Ленінградської партизанської бригади розгромили гарнізон ст. Торошино та підірвали залізничний міст через Пскову.[17]

## Події. Катастрофи
- 16 червня 1902 року на 106-й версті відбулася аварія потягу № 24. Вбито 2 людини — кочегар та пасажир, важко поранена 1 людина, легко поранено 2 людини[18].
- 7 жовтня 1902 року аварія швидкого потягу № 12 сполученням Петербург — Варшава на перегоні Дукшти — Турмонт.
- 26 липня 1964 року аварія швидкого потягу № 80 сполученням Калінінград — Ленінград на 301-му км одноколійного перегону Дуловська — Черська. Лобове зіткнення. 36 загиблих.

## Залізниця у літературі та мистецтві

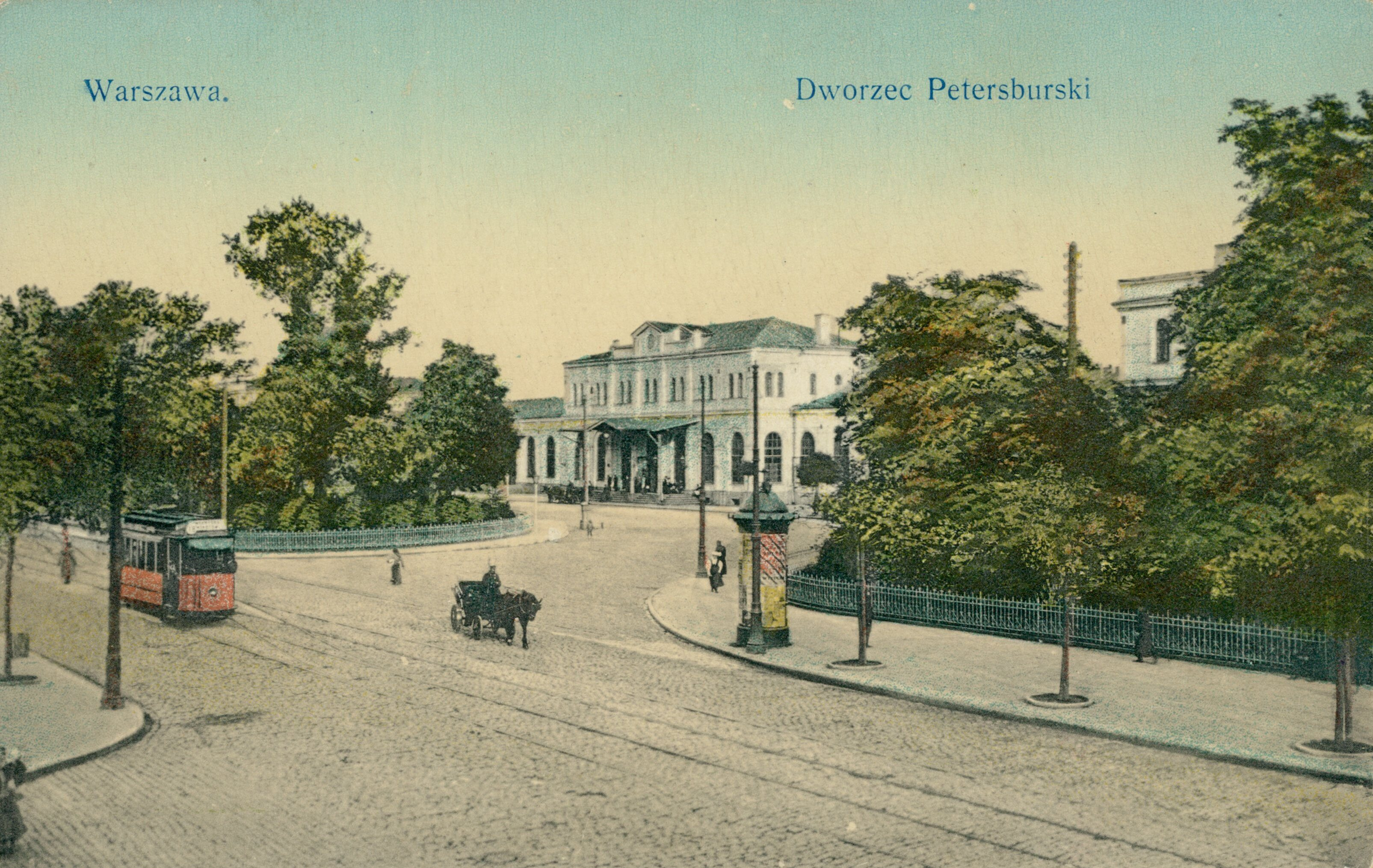
Петербурзький вокзал у Варшаві

- О. О. Блок. «Відплата». 1909 р.

«Вокзал заплеванный; дома, Коварно преданные вьюгам; Мост через Вислу, как тюрьма».
- Ф. М. Достоєвський. Перший рядок роману «Ідіот» (1868 р.): «В конце ноября, в оттепель, часов в девять утра, поезд Петербургско-Варшавской железной дороги на всех парах подходил к Петербургу».
- В. В. Маяковський. «Росія. Мистецтво. Ми». 1914 р.

«Пора знать, что для нас „быть Европой“ — это не рабское подражание Западу, не хождение на помочах, перекинутых сюда через Вержболово, а напряжение собственных сил в той же мере, в какой это делается там!»
- Саша Чорний (Олександр Михайлович Глікберг). Працював у службі контролю зборів Петербурго-Варшавської залізниці. Написав про свої робочі будні оповідання «Московський випадок», вірш «Служба зборів».

### Кіно
- «Зайчик» (1964 р.; реж. Л. Ф. Биков)

## Сучасні фотографії вокзалів

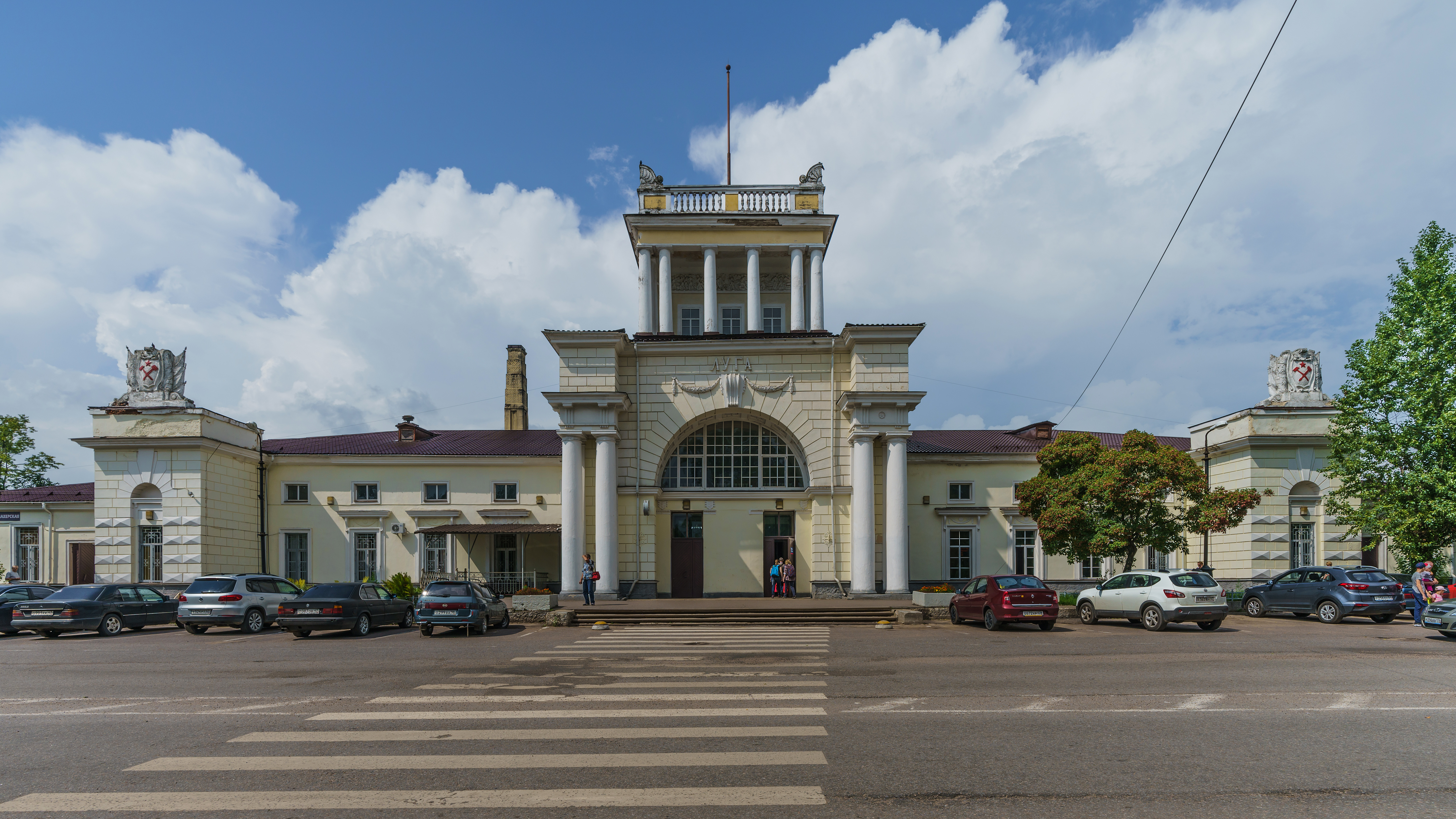
Луга
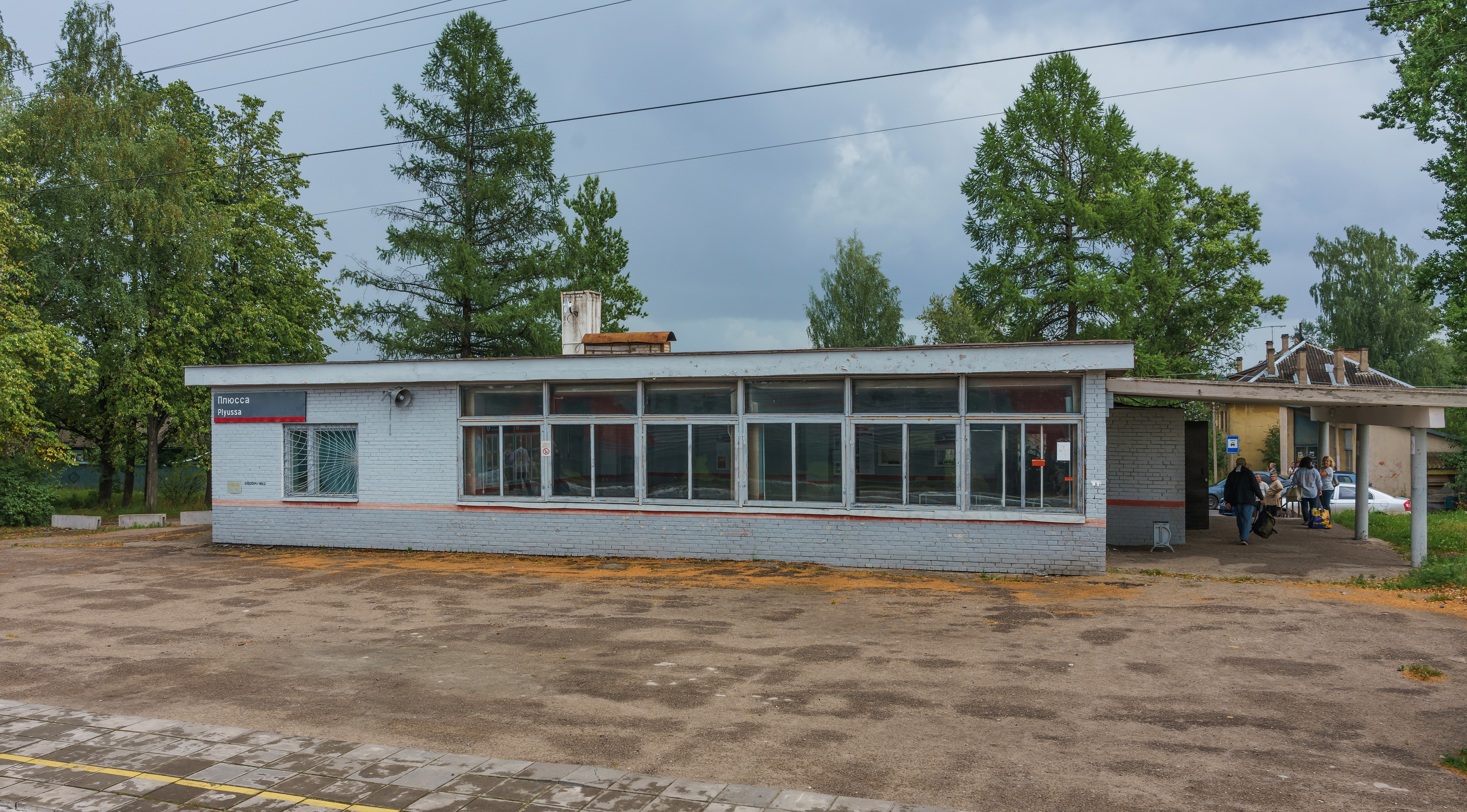
Плюсса, 2018
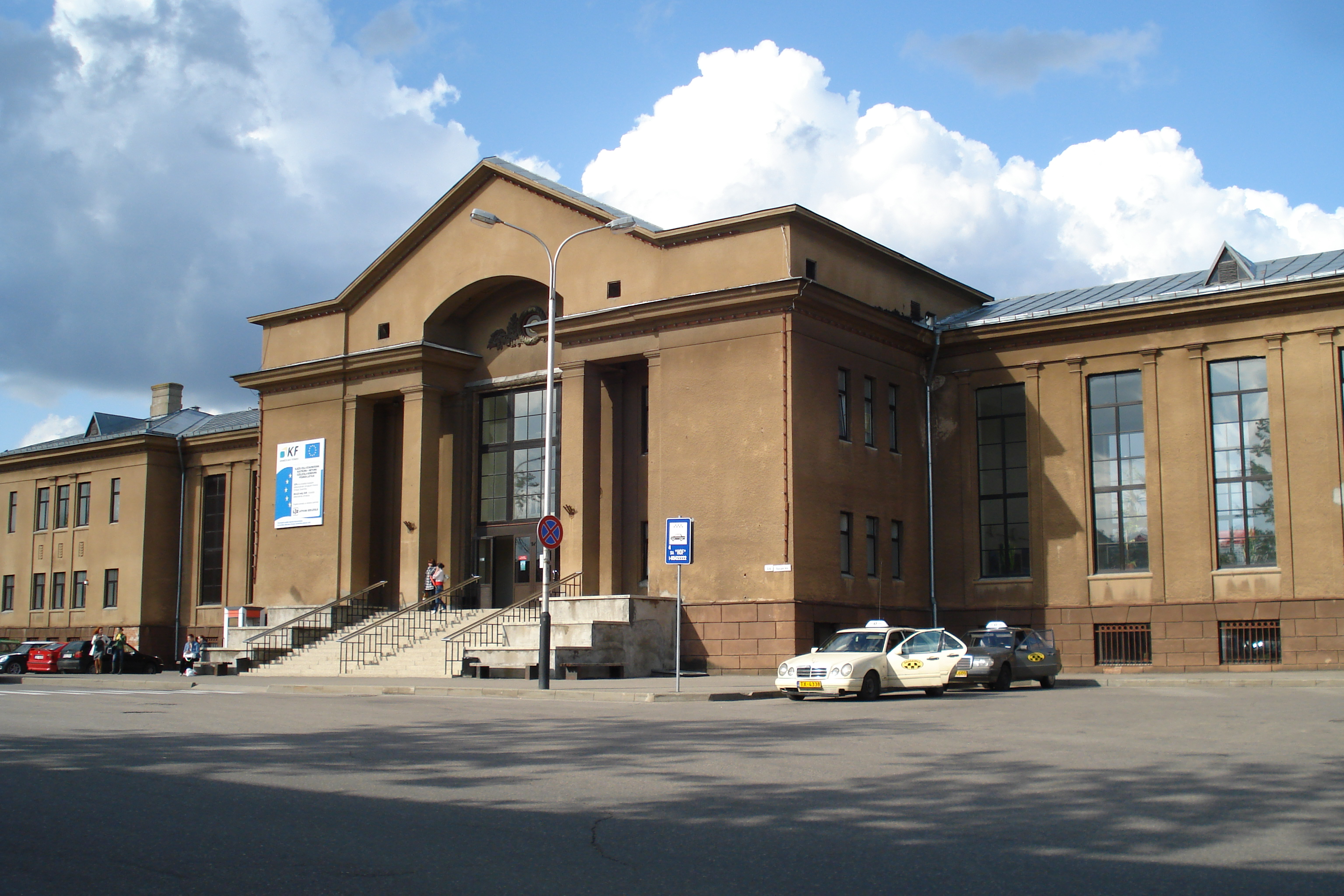
Даугавпілс, 2009
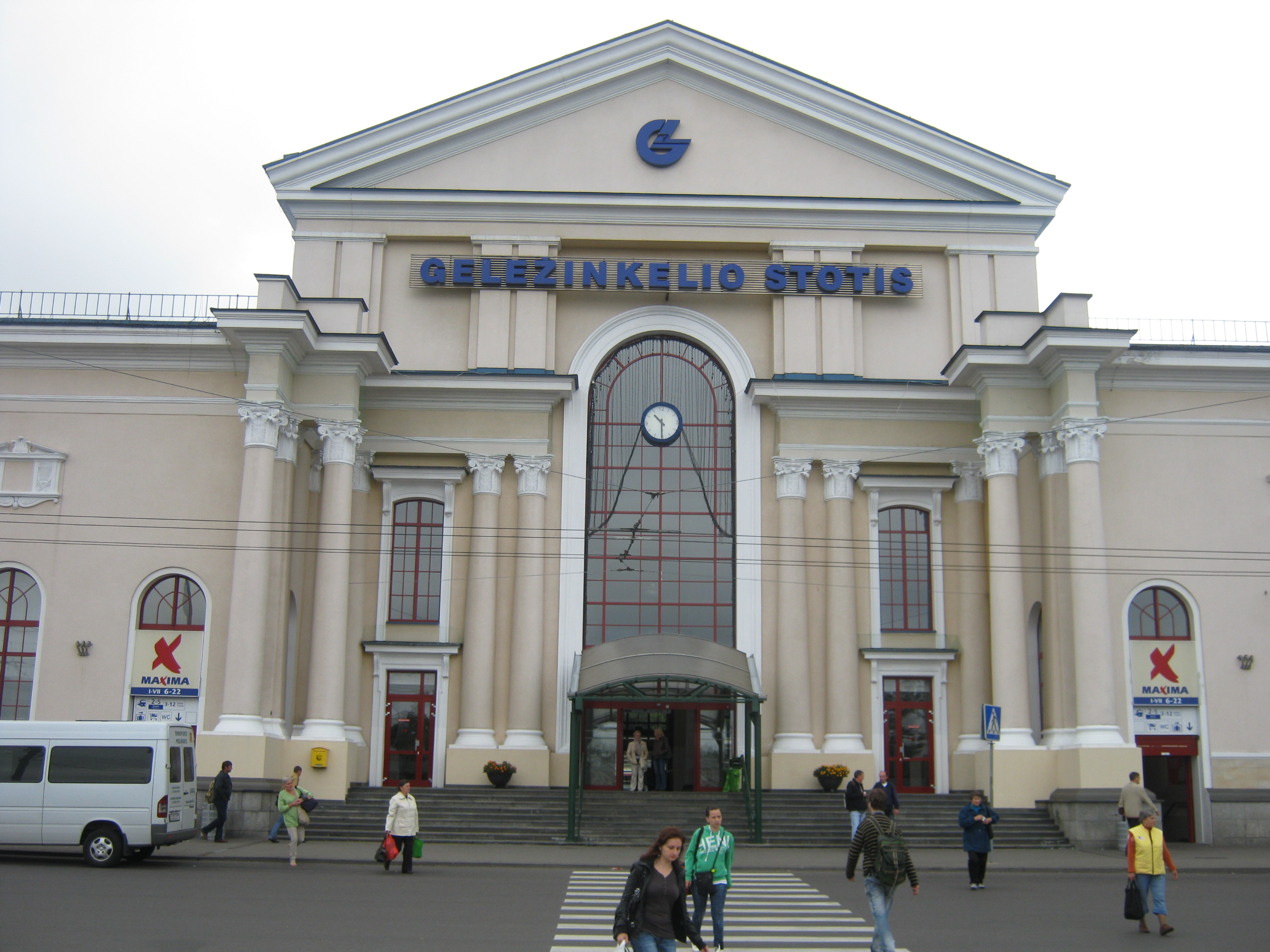
Вільно
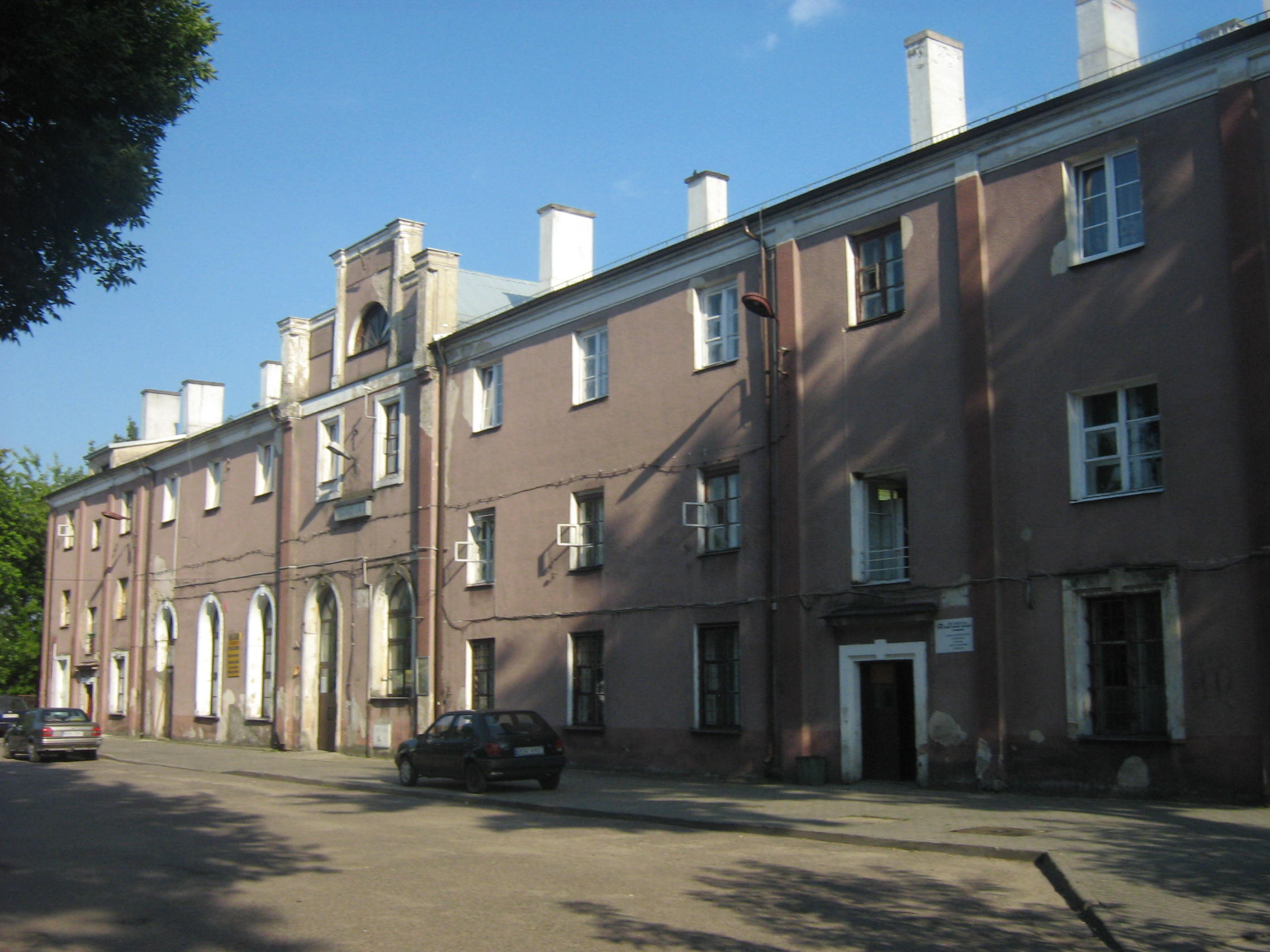
Сокулка, 2009
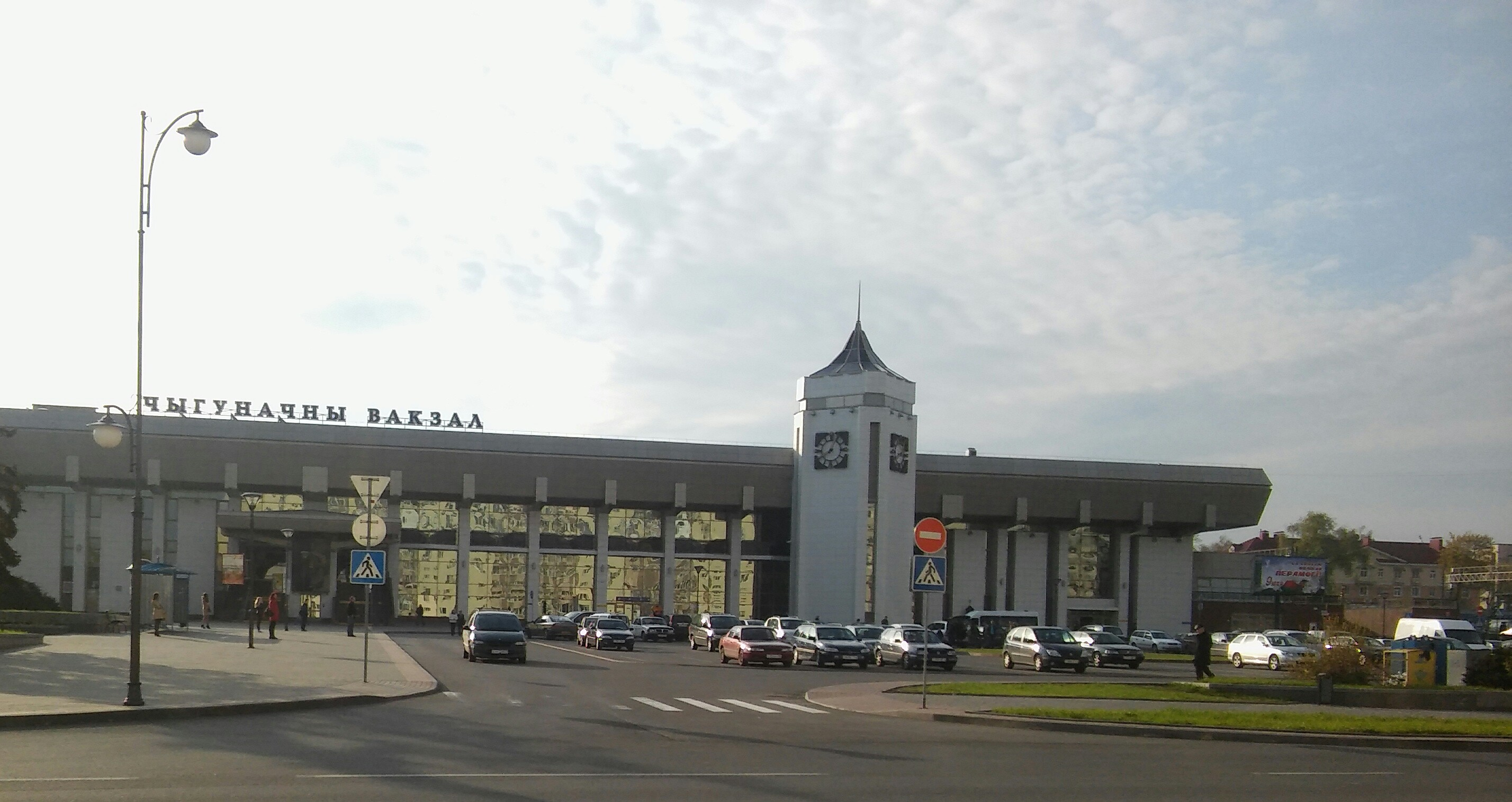
Гродно, 2016

## Архівні джерела
- РГИА, ф. 219, оп. 1/3, д. 4950. «Об открытии движения между С.Петербургом и Гатчино».
- РГИА, ф. 446, оп. 26, д. 1. Доклад № 10. 24 января 1857 г. «Об изменении проекта конвенции с Прусским правительством о соединении Санкт-Петербурго-Варшавской железной дороги с Кенигсбергскою».
- РГИА, ф. 219, оп. 1/4, д. 6435. «О соединении Петергофской ж. д. с Варшавскою». 1858 г.
- РГИА, ф. 219, оп. 1/4, д. 6466. «Об открытии движения по жел. дороге между Лугою и Псковом». 1858–1862 гг.
- РГИА, ф. 219, оп. 1/4, д. 6508. «Об открытии готового участка Варшавской ж. д. от Пскова до Острова и временном свидетельстве до Динабурга». 1859–1862 гг.
- РГИА, ф. 219, оп. 1/4, д. 6510. «О соединении Рижско-Динабургской жел. дороги с Варшавскою».
- РГИА, ф. 219, оп. 1/4, д. 5826. «Об устройстве Ковенского тоннеля». 1860–1862 гг.
- РГИА, ф. 446, оп. 21, д. 2. «О постройке в Варшаве станции Петербурго-Варшавской железной дороги». Доклад № 97. 6 апреля 1852 г.
- РГИА, ф. 1287, оп. 6, д. 1563, л. 7. «Прошение жителей г. Гродно об устройстве в городе станции Петербургско-Варшавской ж. д.» 1860 г.
- РГИА, ф. 354, оп. 1, дд. 1—546. 1851–1907 гг. Управление работами Петербурго-Варшавской железной дороги ГУПСиПЗ.
- РГИА, ф. 219, оп. 1/4, д. 6536. «Об открытии ветви Варшавской ж. д. к Кенигссбергу». 1861 г.
- РГИА, ф. 265, оп. 2, д. 1054. «О выкупе у Главного общества российский железных дорог Петербурго-Варшавской и Московско-Нижегородской железных дорог, и о приёме вновь в казну Николаевской железной дороги».
- РГИА, ф. 446, оп. 27, д. 3. Доклад № 180. 19 ноября 1873 г. «Об открытии 1-го ноября движения на 2-м участке Либавской ж. д. от ст. Калкун С.-Петербурго-Варшавской ж. д. до ст. Радзивилишек Либавской ж. д.»
- РГИА, ф 446, оп. 29, д. 12. Доклад № 11. 4 февраля 1894 г. «О принятии С.Петербурго-Варшавской, Николаевской, Московско-Нижегородской, Митавской, Риго-Двинской, Больдерааской и Орлово-Витебской железных дорог в казну».
- РГИА, ф. 446, оп. 29, д. 15. Доклад № 65. 3 марта 1895 г. «Об открытии правильного пассажирского и товарного движения на стратегической Ораны-Олитской железнодорожной ветви».
- РГИА, ф. 446, оп. 29, д. 17. Доклад № 288. 7 ноября 1895 г. «Об открыти движения на участке Свенцяны — Глубокое».
- РГИА, ф. 446, оп. 31, д. 20. «О переименовании Петербургско-Варшавской, Балтийской и Псково-Рижской ж. д. в Северо-Западные ж. д.» Доклад № 145. 14 июля 1906 г.
- РГИА, ф. 229, оп. 3, д. 913. «О слиянии Петербурго-Варшавской и Псково-Рижской железных дорог в одну сеть Северо-Западных дорог и сбережениях образовавшихся в 1907 г. в результате этого». 1907–1909 гг.